# Leonidas Alaoglu
Leonidas Alaoglu (* 19. März 1914 in Red Deer, Alberta; † August 1981) war ein kanadischer Mathematiker, der sich mit Funktionalanalysis befasste.
Alaoglu war der Sohn griechischer Einwanderer und studierte an der University of Chicago mit dem Bachelor-Abschluss 1936, dem Master-Abschluss 1937 und der Promotion bei Lawrence M. Graves 1938 (Weak topologies in normed linear spaces). Danach lehrte er am Pennsylvania State College, der Harvard University und der Purdue University. 1944 wurde er Operationsanalytiker bei der US Air Force und 1953 bis 1981 war er als Wissenschaftler bei der Lockheed Corporation in  Burbank (Los Angeles County), wo er sich mit  Operations Research befasste. Einige seiner Arbeiten waren geheim. Er nahm in seiner Zeit in der Industrie aber an mathematischen Seminaren am Caltech, an dem nach seinem Tod eine Vorlesungsreihe unter seinem Namen gestiftet wurde, der UCLA und der University of Southern California teil.
Er ist für den Satz von Banach-Alaoglu bekannt, der aus seiner Dissertation hervorging.